# ハンギョレ民主党
ハンギョレ民主党（はんぎょれ みんしゅとう）は、韓国の第六共和国時代初期に存在した進歩主義政党である。民主化運動をリードしてきた在野勢力で野党の大統領候補単一化（一本化）を主張してきたグループが集まって1988年3月29日に結成された（政党登録は4月6日）。常任代表委員は芮春浩。なお、ハンギョレ民主党の「ハンギョレ」は韓国語で「一つの同胞（はらから/どうほう）」若しくは「一つの民族」という意味である。

## 沿革
「新政治の集い」の代表である諸廷坵とハンギョレ社会研究所の芮春浩（元民主共和党議員、1969年の3選改憲の際、これに反対したため同党を除名された）による新党結成推進協議会と在野圏統合推進グループが結集して結成、1960年代後半～70年代に学生運動をしてきた人達がハンギョレ民主党の中心メンバーとなった。
結党大会では今日の韓国の政治状況について「理念的信奉とか革新ではなくて、民族対反民族、民衆対軍部独裁、統一対分断、歴史の発展停滞、平和対暴力、真理対不義が対立している。そのどちらかの一方に立たなければならない時点にきていることを強調して、党の基盤と方向については、大衆性と民主性及び新しい世代の党をめざす」とし、「腐敗しきった政治的な現実を打開し、国民の現実に沿った新しい政治を立て直す為に、ハンギョレ民主党の第一歩を踏み出す」と宣言、自主・民主・統一を核心とする十大綱領と五大基本綱領を採択した。
第13代総選挙では68名（地域区63名＋全国区5名）の候補者を立候補させるも、得票率は1.2％、当選者は全羅南道新安郡区の朴亨午のみで、その朴も当選直後に離党して金大中率いる平和民主党に移った為、国会への進出は事実上果たすことが出来なかった。いちおう当選者は出したため、政党登録自体は抹消されなかったが、党としての政治活動はほとんど行われなかった。選挙後、1989年11月10日に、別の進歩主義政党である「民衆の党」と統合して「進歩的大衆政党建設の為の準備会」を発足させ、1990年7月に民衆党を創党させるに至った。1991年3月15日に登録が抹消された。

## 関係者
盧武鉉元大統領の側近で大統領秘書室政務主席秘書官を務めた柳寅泰は、民青学連事件において死刑判決を受けたことがある在野出身の政治家でもあるが、ハンギョレ民主党の創党発起人の一人となった他、ソウル盧原甲区の地区委員長として総選挙に出馬している。また2011年12月、最大野党の民主党と市民統合党及び韓国労働組合総連盟（労組）が合同して結成された民主統合党の臨時共同代表となった元恵栄議員は、ハンギョレ民主党の代弁人を務めている。それ以外に、文在寅政権の国務総理を務めている金富謙も創党発起人と銅雀区地区委員長を務めた他、同区から総選挙候補として出馬している。

## 党勢推移
| 年月日        | 代           | 議席 | 得票率 |
| ------------- | ------------ | ---- | ------ |
| 1988年4月26日 | 第13代総選挙 | 1    | 1.3％  |